# Bruno Urribarri
Bruno Saúl Urribarri (General Campos, 6 novembre 1986) è un ex calciatore argentino, di ruolo difensore.

## Palmarès

### Club

#### Competizioni nazionali
- Campionato argentino: 1

River Plate: 2014 (C)

#### Competizioni internazionali
- Copa Sudamericana: 1

River Plate: 2014
- Recopa Sudamericana: 1

River Plate: 2015
- Copa EuroAmericana: 1

River Plate: 2015